# Chromatoiulus dentatus
Chromatoiulus dentatus är en mångfotingart som först beskrevs av Karl Wilhelm Verhoeff 1898.  Chromatoiulus dentatus ingår i släktet Chromatoiulus och familjen kejsardubbelfotingar. Inga underarter finns listade i Catalogue of Life.